# Scopula obscurata
Scopula obscurata là một loài bướm đêm trong họ Geometridae.